# Johnny Cox
John W. "Johnny" Cox (Neon, Kentucky, 1 de noviembre de 1936) es un exjugador de baloncesto estadounidense que disputó una temporada en la NBA y dos más en la ABL Con 1,93 metros de estatura, jugaba en la posición de escolta.

## Trayectoria deportiva

### Universidad
Jugó durante tres temporadas con los Wildcats de la Universidad de Kentucky, en las que promedió 17,4 puntos y 12,0 rebotes por partido. Fue elegido en el mejor quinteto de la Southeastern Conference en sus tres temporadas, logrando en 1958 el torneo de la NCAA tras derrotar a Seattle en la final por 84-72, siendo junto con Vern Hatton uno de los artífices de la victoria, anotando entre los dos 54 puntos. (24 puntos y 16 rebotes para Cox.) Fue incluido en el mejor quinteto del torneo, y en 1959 elegido en el primer equipo All-American.

### Profesional
Fue elegido en la vigésimo octava posición del Draft de la NBA de 1958 por Cincinnati Royals, pero decidió seguir un año más en la universidad, siendo elegido por el mismo equipo al año siguiente, en el Draft de la NBA de 1959, en el puesto 30. Pero finalmente acabó jugando con los Cleveland Pipers de la ABL, con los que ganó la liga, promediando 18,5 puntos y 8,6 rebotes por partido, y siendo elegido en el segundo mejor quinteto de la competición.
Tras la desaparición de la ABL, fichó por los Chicago Zephyrs de la NBA, donde jugó una temporada, en la que promedió 7,8 puntos y 3,8 rebotes por partido.

## Estadísticas de su carrera en la NBA

### Temporada regular
| Temporada | Edad | Equipo          | Liga | P  | TIT | MIN  | TC  | TCA | %TC  | 3P | 3PA | %3P | TL  | TLA | %TL  | R.OF. | R.DEF. | REB | ASIS | ROB | TAP | PER | FP  | PTS |
| 1962-63   | 26   | Chicago Zephyrs | NBA  | 73 |     | 23.1 | 3.3 | 7.8 | .421 |    |     |     | 1.3 | 1.8 | .704 |       |        | 3.8 | 1.9  |     |     |     | 2.0 | 7.8 |
| Total     |      |                 | NBA  | 73 |     | 23.1 | 3.3 | 7.8 | .421 |    |     |     | 1.3 | 1.8 | .704 |       |        | 3.8 | 1.9  |     |     |     | 2.0 | 7.8 |